# Isla McKean
La isla McKean es una isla pequeña y deshabitada del grupo de islas Fénix, pertenecientes a la República de Kiribati. Su superficie es de 57 hectáreas.
McKean fue nombrada por el comandante Charles Wilkes el 19 de agosto de 1840, pero se cree que fue descubierta previamente por balleneros del océano Pacífico. Fue reclamada por los Estados Unidos en marzo de 1859, bajo lo dispuesto por el Acta de Islas Guaneras de 1856. El guano fue extraído intensamente y exportado desde 1859 hasta 1870. Las islas rara vez fueron visitadas tras la finalización de las actividades. En junio de 1938, fue declarado un santuario natural para aves, y constituye un área protegida desde entonces.
Además de expediciones naturalistas, fue visitada en octubre de 1989 por la organización TIGHAR (The International Group for Historic Aircraft Recovery) en la búsqueda de un posible lugar de aterrizaje de la aviadora desaparecida Amelia Earhart en 1937.

## Geografía
McKean tiene la forma de un óvalo rústico, de menos de 1 kilómetro de diámetro. Está rodeada por un arrecife plano, con una playa coralina y un reborde de escollos también de coral que sobresalen hasta 5 metros sobre el nivel del mar. El centro de la isla está deprimido, con una laguna de poca profundidad, hipersalina y con restos de guano ocupando el centro de la isla.
No tiene árboles, pero se encuentran 7 especies herbáceas.  
McKean cuenta con la mayor cantidad de nidos del pájaro Fregata (Fregata ariel), con una población de alrededor de 85 000 ejemplares. Se han descrito hasta 29 especies de aves, visitantes de la isla. El único mamífero existente es la rata de la Polinesia, lo que sugiere un descubrimiento prehistórico de la isla por marinos polinésicos. También existen especies de lagartos gecos.
La isla no tiene una fuente de agua dulce fresca.